# Président de la république de Guinée
Le président de la république de Guinée est le chef du pouvoir exécutif, pouvoir prévu par la Constitution de la Guinée aux côtés des pouvoirs législatif et judiciaire. Selon la Constitution, il est également le commandant en chef des Forces armées de Guinée.
En tant que président du Comité national du rassemblement pour le développement, Mamadi Doumbouya assume les pouvoirs présidentiels depuis le coup d'État du 5 septembre 2021.

## Histoire
La fonction de président de la République est créée au moment de l'indépendance du pays, le 2 octobre 1958, pour Ahmed Sékou Touré. Celui-ci se maintient au pouvoir jusqu'à sa mort, en 1984. Après lui, la fonction de chef de l'État est occupée par cinq hommes, dont deux à titre intérimaire.

## Élection
Aux termes de la Constitution adoptée lors d'un référendum controversé le 22 mars 2020, le président de la république de Guinée est élu au scrutin uninominal majoritaire à deux tours pour un mandat de six ans renouvelable une seule fois de manière consécutive ou non. Si aucun candidat ne remporte la majorité absolue au premier tour, un second est organisé entre les deux candidats arrivés en tête quatorze jours après la proclamation des résultats du premier, et le candidat réunissant le plus de suffrages est déclaré élu. 
La précédente constitution, adoptée en 2010 accordait au président un mandat de cinq ans, renouvelable une seule fois. La constitution interdisait explicitement toute possibilité de troisième mandat en imposant que « Nul ne peut exercer plus de deux mandats, consécutifs ou non ».
Les conditions pour se porter candidat à la présidence sont :
- être de nationalité guinéenne ;
- jouir de ses droits civils et politiques ;
- bénéficier d'un bon état de santé ;
- être âgé d'au moins trente-cinq ans.

En cas de vacance de la fonction de président de la République, celle-ci est exercée par intérim par le président de l'Assemblée nationale.

## Liste des présidents

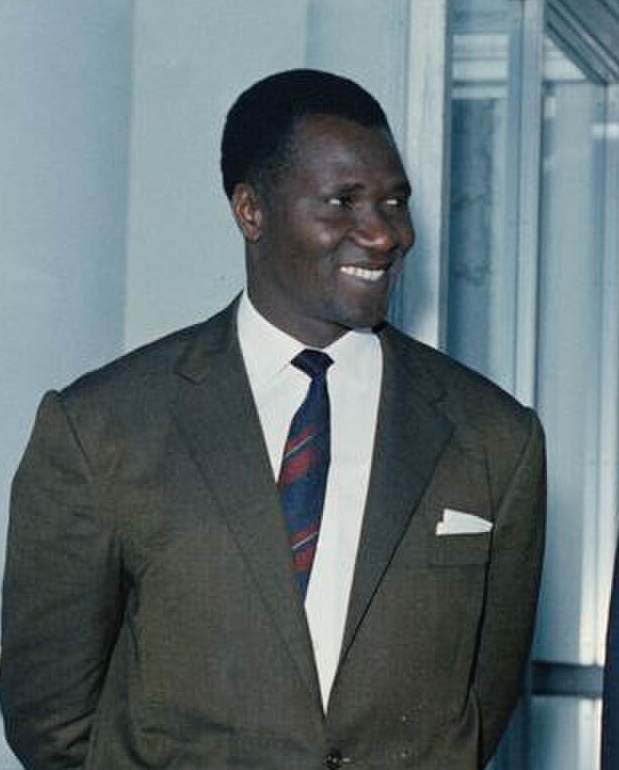
Ahmed Sékou Touré (1958-1984)
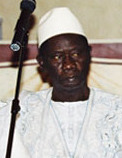
Lansana Conté (1984-2008)
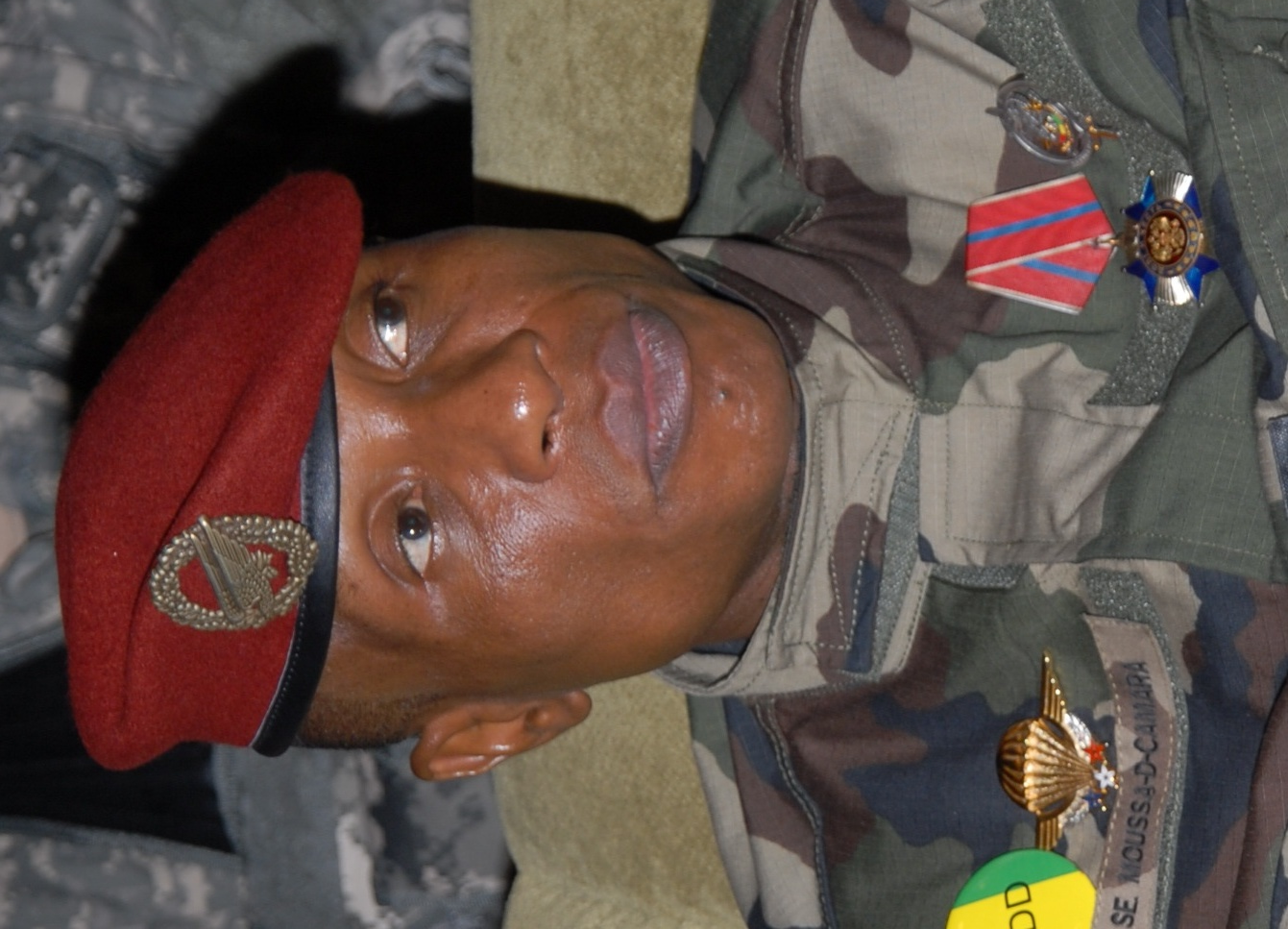
Moussa Dadis Camara (2008-2010)
Sékouba Konaté (2010-2010)
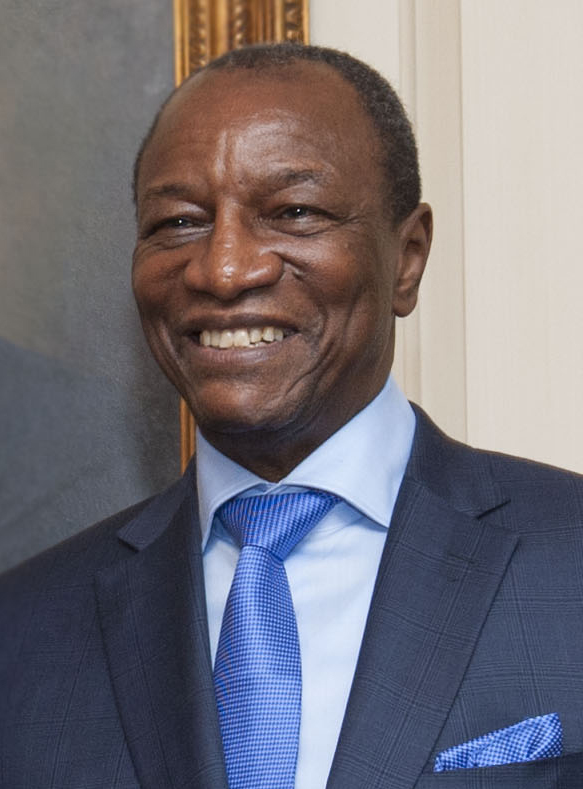
Alpha Condé (2010-2021)
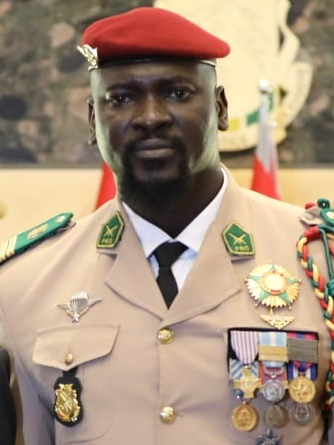
Mamadi Doumbouya (depuis 2021)